# Emboscada de Balamorghab
La emboscada de Balamorghab ocurrió el 27 de noviembre de 2008, cuando un contingente de fuerzas de seguridad afganas fue atacado por insurgentes talibán. La emboscada tuvo lugar cerca de Balamorghab, provincia de Bādgīs, al noroeste de Afganistán, y provocó un gran número de víctimas en las fuerzas del gobierno. Fue descrito como «uno de los ataques más humillantes que hayan sufrido las fuerzas de seguridad afganas».
En 2008 la provincia de Bādgīs ha visto un marcado incremento en la actividad insurgente, mientras en 2007 el número de militantes talibanes estaba estimado en 200, en 2008 había crecido a más de 2.000. Durante los tres años anteriores, las fuerzas insurgentes en Badghis habían pasado de casi nada a una fuerza estimada en varios cientos. En marzo de 2008, una operación de inteligencia afgana se completó con éxito al arrestar a Mawlawi Ghulam Dastagir, uno de los principales comandantes talibanes en Badghis. Sin embargo, en septiembre una de delegación de ancianos de Badghis se reunió con el presidente Hamid Karzai, y lo convenció para liberar a Dastagir, alegando que él no era un enemigo del Estado.
El 26 de noviembre, un convoy de suministros escoltado por 200 hombres del Ejército Nacional Afgano y de la Policía Nacional Afgana partió de Qala i Naw, la capital de la provincia de Bādgīs, hacia Balamorghab. Su objetivo era proporcionar una fuerza policial en el pueblo, que estaba considerado bastión talibán. El 27 de noviembre el convoy estaba pasando por un estrecho barrando cerca de Balamorghab, cuando fue atacado con fuego de armas ligeras y granadas propulsadas por cohete. Un camión cisterna con combustible se incendió, bloqueando la carretera, y los distintos elementos del convoy se separaron. El ataque insurgente duró varias horas, cesando sólo después de la llegada de commandos afganos en helicópteros. Durante el enfrentamiento, murieron cinco policías y nueve soldados, 20 miembros de las fuerzas de seguridad resultaron heridos y 20 capturados. Además, 19 vehículos fueron destruidos y 5 capturados por los insurgentes. Una unidad militar de España fue llamada en ayuda, pero las tropas españolas, fuertemente limitadas por unas restrictivas reglas de enfrentamiento, sólo se les permitió dar cobertura a distancia para la retirada del convoy.
La sedición de Karzai de liberar a Dastagir fue criticada, especialmente por algunos funcionarios que afirmaban que los ancianos que pidieron su liberación estaban actuando bajo las órdenes de los talibanes. Al ser entrevistado, Mawlawi Ghulam Dastagir confirmó con entusiasmo que había dirigido el ataque.
El 16 de febrero de 2009, oficiales afganos afirmaron que Dastagir y su lugarteniente habían sido eliminados en un ataque aéreo en Balamorghab. Posteriormente los talibanes confirmaron su muerte.